# Coamo Arriba
Coamo Arriba es un barrio ubicado en el municipio de Coamo en el estado libre asociado de Puerto Rico. En el Censo de 2010 tenía una población de 391 habitantes y una densidad poblacional de 39,23 personas por km².

## Geografía
Coamo Arriba se encuentra ubicado en las coordenadas 18°8′30″N 66°22′3″O / 18.14167, -66.36750. Según la Oficina del Censo de los Estados Unidos, Coamo Arriba tiene una superficie total de 9.97 km², que corresponden a tierra firme.

## Demografía
Según el censo de 2010, había 391 personas residiendo en Coamo Arriba. La densidad de población era de 39,23 hab./km². De los 391 habitantes, Coamo Arriba estaba compuesto por el 88.24% blancos, el 6.91% eran afroamericanos, el 0.51% eran amerindios, el 2.3% eran de otras razas y el 2.05% pertenecían a dos o más razas. Del total de la población el 100% eran hispanos o latinos de cualquier raza.